# 西瓦拉克·特德逊诺安
西瓦拉克·特德逊诺安（1984年4月20日—），泰国足球运动员，司职门将。現效力於泰超武里南联，也代表泰国国家足球队。

## 荣誉

### 俱乐部
- 泰国超级足球联赛 （7）： 2011 , 2013, 2014 , 2015 , 2017 , 2018 ,  2021–22
- 泰国足总杯 （5）： 2011 , 2012 , 2013 , 2015 , 2021–22
- 泰国联赛杯 （6）： 2011, 2012 , 2013 , 2015 , 2016 , 2021–22
- 泰国冠军杯 （1）：2019
- Kor Royal Cup （4）： 2013 , 2014 , 2015 , 2016
- 湄公河球會錦標賽 （2）： 2015 , 2016

### 国家队
泰国
- 东南亚足球锦标赛：2020
- 泰王杯 ：2017

泰国U23
- 东南亚运动会：2007年东南亚运动会